# Burt Blanca
 (août 2017).
Si vous disposez d'ouvrages ou d'articles de référence ou si vous connaissez des sites web de qualité traitant du thème abordé ici, merci de compléter l'article en donnant les références utiles à sa vérifiabilité et en les liant à la section « Notes et références ».
Burt Blanca (de son vrai nom Norbert Blancke) est un musicien belge né le 6 août 1944 à Neder-Over-Heembeek dans la banlieue nord de Bruxelles. Guitariste de studio réputé, Burt Blanca est le pionnier du rock en Belgique. Il est auteur de nombreux tubes tel que Touche pas à mon rock'n'roll, Clap, Clap Sound, Ma Guitare bleue, Rock'n'Roll is good for the soul, Twist twist senora ou Le Train ne passe plus par là. Premier prix de Conservatoire, spécialiste de l'accordéon, auteur-compositeur et arrangeur musical, il devient chanteur par hasard.
il joue aussi de l'accordéon, de la guitare hawaïenne, du saxophone, de la clarinette, de la guitare sèche, du banjo ou encore de la pedal-steel.

## Biographie
Vers 5 ans, Norbert est attiré par la musique. C'est ainsi à 6 ans, qu'il débute l'accordéon ; la clarinette à 7 ans. Élève très doué, Norbert gravit rapidement les divers échelons des cours musicaux qu'il fréquente et remporte plusieurs prix.
À l'âge de 15 ans, Norbert découvre seul la guitare et le rock 'n' roll. Coaché par son frère, il décroche en 1960 un contrat avec la firme belge Hébra et enregistre une version flamande du succès de Neil Sedaka, Oh Carol, et I Love You So, une de ses compositions. Sous le même label, il reprend aussi en flamand Footsteps de Steve Lawrence.
Après l'enregistrement d'un 45 tours pour le label français Festival, il signe en 1961 un contrat avec la firme française Pathé-Marconi, sous la houlette de Jean Paul Guiter, également directeur artistique des Chats Sauvages, avec lequel il collaborera jusqu'en 1964.
Les années 1960 le consacreront comme une des pointures du rock en Europe. Il donnera une série ininterrompue de concerts dans diverses salles prestigieuses tel que le Golf Drouot, le Palais des sports de Paris, l'Olympia de Paris… et officiera à la même affiche que nombre d'artistes de renommée internationale (The Animals, The Kinks, Gene Vincent, entre autres).
En 1968, Burt Blanca rencontre à Montbéliard Vince Taylor alors au creux de la vague et qui se retrouve sans musicien. Burt lui propose de l'accompagner avec ses propres musiciens, ce que Vince Taylor accepte.
Dans les années 1970, Burt se spécialisera dans des reprises de rock 'n' roll américain et enregistrera ses albums sous le nom de Burt Blanca. Ce retour au rock des années 1950 fera de l'artiste l'un des musiciens européens le plus sollicité.
Burt Blanca a fait plusieurs fois les premières parties de Chuck Berry et Jerry Lee Lewis, entre autres…
Malheureusement, en 1976, une mésentente avec son frère, qui est alors son manager, constitue provisoirement un frein à sa carrière.
Au début des années 1980, Burt collabore avec le producteur Lou Deprijck. Il joue et compose ainsi pour Plastic Bertrand. Il sort régulièrement des disques 33 et 45 tours puis des albums CD. Il fera un tube avec Touche pas à mon rock'n'roll chez Hebra Records.
En 1984, Burt crée le groupe belge The Klaxons et compose à l'accordéon, en collaboration avec Jean-Marie Troisfontaine et Roger Verbestel, le morceau Clap, Clap Sound qui sera numéro 1 des ventes pendant 25 semaines en Afrique du Sud, devant Michael Jackson, Queen et Lionel Richie. Clap, Clap Sound est aujourd'hui disque de diamant. À noter que le morceau sera repris la même année dans une version chantée par le chanteur belge Le Grand Jojo sous le titre Sergent Flagada.
Burt Blanca a reçu de nombreux disques d'Or et de Platine.
Un second disque des "Klaxons" sort mondialement. The Klaxons auront par la suite une discographie prolifique sur CD et recevront plusieurs disques d'or.
En 1996, Burt Blanca apparaît dans l'émission Strip-tease ; on le voit composer une chanson intitulée Un Havre de Paix pour une petite belge de 9 ans prénommée Esmeralda.
En 1998, Burt Blanca sort deux albums de sa composition chez Hebra Records : Here today, Gone Tomorrow, avec la participation d'Alain Darmor, auteur, puis la version française de celui-ci Il faut le vivre, avec la participation en tant qu'auteur de Ricky Norton. Burt a repris dans ces CD "La fille d'à côté", un morceau de son ami Mike Shannon.
En juin 2004, Burt Blanca remonte sur les planches de l’Olympia à Paris.
Le 16 octobre 2004, Burt Blanca donne pour ses 45 ans de carrière un concert dans la mythique salle « L'Ancienne Belgique » à Bruxelles.
Le 2 juillet, Madame Laanan, alors Ministre de la Culture et de l'audiovisuel pour la fédération Wallonie-Bruxelles (communauté française à l'époque) remet à Burt Blanca la décoration d’ Officier de l'Ordre de la Couronne", décoration belge qui équivaut à l'Ordre national du mérite en France.
En juin 2006 un double CD voit le jour : Mon aventure et Succès d'hier et de demain.
En 2007, Burt sort un DVD, intitulé "L'Autre King du Rock !", reprenant l'intégralité d'un concert capté le 1er juillet 2006 sur la scène du Chatam Club au casino de Saint-Amand-les-Eaux. Produit par "l'Association "Burt Blanca", ce DVD est composé de 33 titres. En 2008, il termine le CD Western Country sorti par l'association.
Le 22 avril 2009 Burt Blanca est médaillé par la Sabam (société d'Auteur sœur de la Sacem en France) pour toutes les compositions musicales et paroles de chansons qu'il a créés depuis ses débuts. Le 3 octobre 2009, Burt Blanca fête ses 50 années de carrière à La Cigale à Paris et sort également l'album "Burt Blanca de 1959 à ...".

Le 18 septembre 2010 à Sivry en Belgique, l'Association Burt Blanca organise avec l'artiste le premier Challenge Burt Blanca. Sort le même jour un nouveau CD : Soft Hard Rock. Le 9 juin 2011, Burt accepte, lors d'une interview en direct, de devenir parrain de la webradio Nostalgia Oldies. Le 24 septembre 2011 a lieu à Cousolre (France) le 2e Challenge Burt Blanca, organisé par l'Association Burt Blanca.
Parallèlement à sa carrière solo, Burt n'a jamais abandonné ses activités de musicien de studio. Ainsi, on peut le retrouver à la guitare, à la pedal-steel ou à l'accordéon sur des enregistrements d'artistes belges et français de renom international tels que Salvatore Adamo, Plastic Bertrand, Frédéric François, Marc Aryan, Claude Barzotti, Juliette Gréco, Charles Aznavour, Gilbert Bécaud...
Il a accompagné avec leurs musiciens des artistes américains tels que Wanda Jackson, Linda Gail Lewis...
L'artiste a signé sa discographie intégrale avec le label Warm-Up au Benelux depuis juillet 2010. Le parolier Claude Lemesle a collaboré au dernier album de l'artiste, Les Années Boum.

## Discographie
Discographie :

## Décoration
- Officier de l'ordre de la Couronne[5]